# Höglandsleden

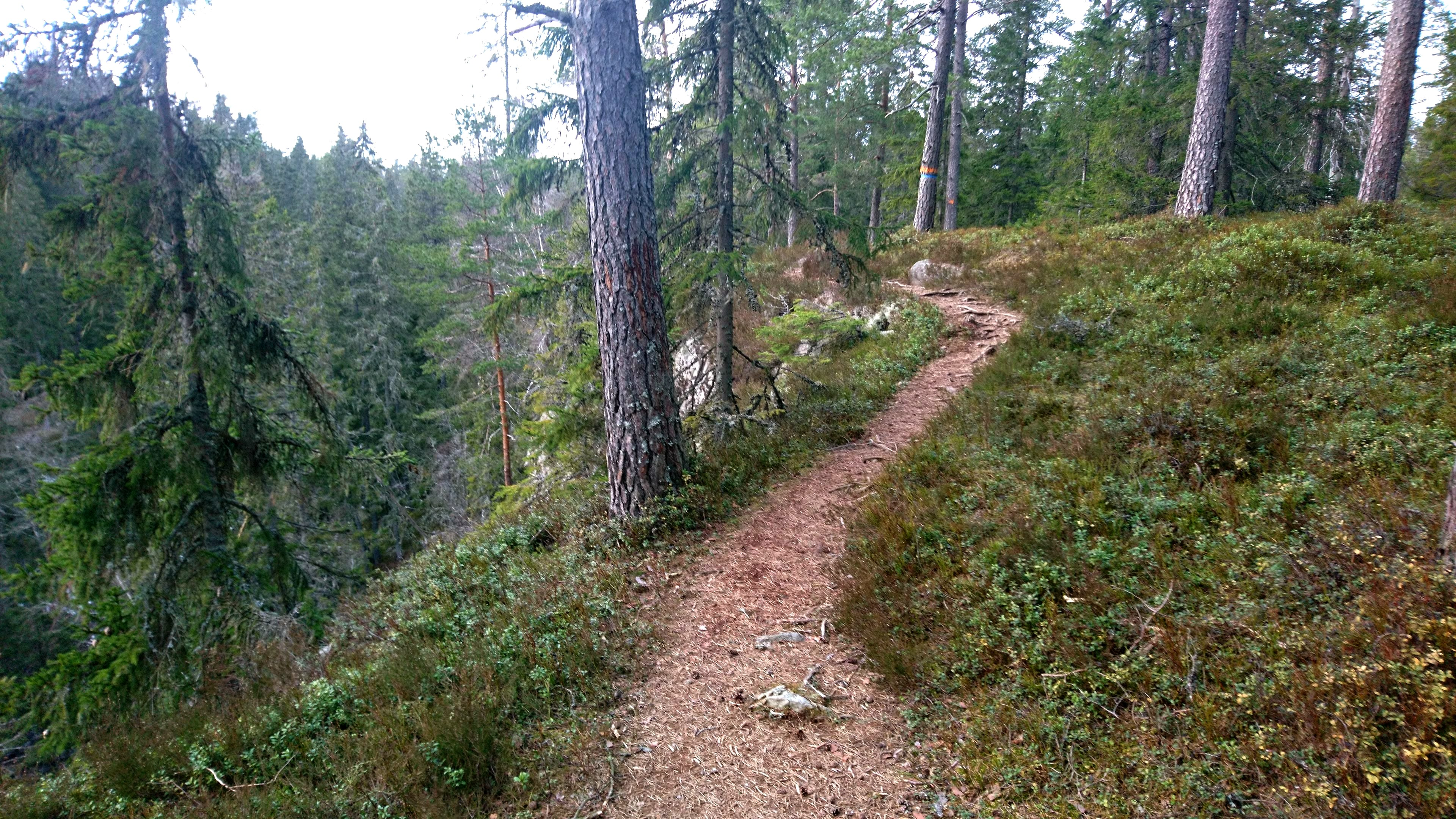
Höglandsleden när den passerar igenom Vikskvarns naturreservat i Nässjö kommun.

Höglandsleden är en vandringsled i Småland. Vandringsleden är dragen i en runda som går över 454 kilometer genom Småländska höglandet. Delar av vandringsleden sammanfaller med den europeiska vandringsleden E6.
Den del av Höglandsleden som går mellan Vikskvarn och Asa (60 km) kallas Sävsjöleden. Den del som går mellan Asa och Ingatorp (142 km) kallas Njudungsleden. I öst ansluter vandringsleden till Sevedeleden, och i nordost till Anebyleden och Östgötaleden, i sydost till Vildmarksleden, i sydväst till Sigfridsleden och i väst vid Hestra ansluter den till Gislavedsleden och Järnbärarleden.
På jämna mellanrum längs leden finns rast-/tältplatser med vindskydd och grillplatser.